# 柳瀬彰良
柳瀬 彰良（やなせ あきら、1988年8月11日 - ) は、日本の男子水球選手。

## 経歴
2016年リオデジャネイロオリンピックに水球男子日本代表として出場も12位。